# Eskimå
För andra betydelser, se Eskimå (olika betydelser).

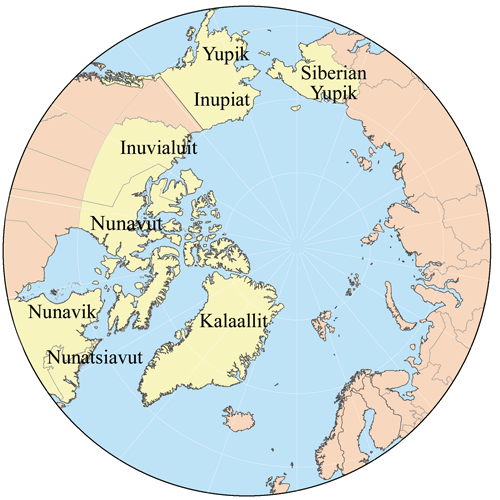
Karta som visar eskimåiska språk- och kulturgrupper.

Eskimå är ett samlingsbegrepp för personer som tillhör folkgrupperna inuiter på Grönland, i Kanada och Alaska, samt yupiker i västra Alaska och i Ryssland. Folkgruppen aleuter är också besläktad. 
Tidigare antogs det att ordet eskimå betydde ”den som äter rått kött” på algonkin-ursprungsfolkets språk, men denna betydelse är numera ifrågasatt.
Enligt den svenska Diskrimineringsombudsmannen bör ordet eskimå undvikas: ”Eskimå kan uppfattas som kränkande och bör därför undvikas, även om det finns delade meningar bland grönlänningar/inuiter.”